# Evolution (worstelteam)
Evolution was een professioneel worstelgroep, die actief was in World Wrestling Entertainment. De groep werd officieel op 3 februari 2003 opgericht door Ric Flair, Triple H, Randy Orton en Batista. 
Triple H, Orton en Batista veroverden in totaal 6 keer het vroegere World Heavyweight Championship als lid van de groep, terwijl Batista in 2005 de Royal Rumble op zijn naam schreef. "Evolution", een arrogante bende die zich het verleden (Flair), heden (Triple H) en toekomst (Orton en Batista) van het professioneel worstelen waande, is een van de meest succesvolle worstelgroepen in de geschiedenis van de federatie.
"Evolution" betekende voor Orton en Batista de doorbraak in sportentertainment.

## Geschiedenis

### Populariteit

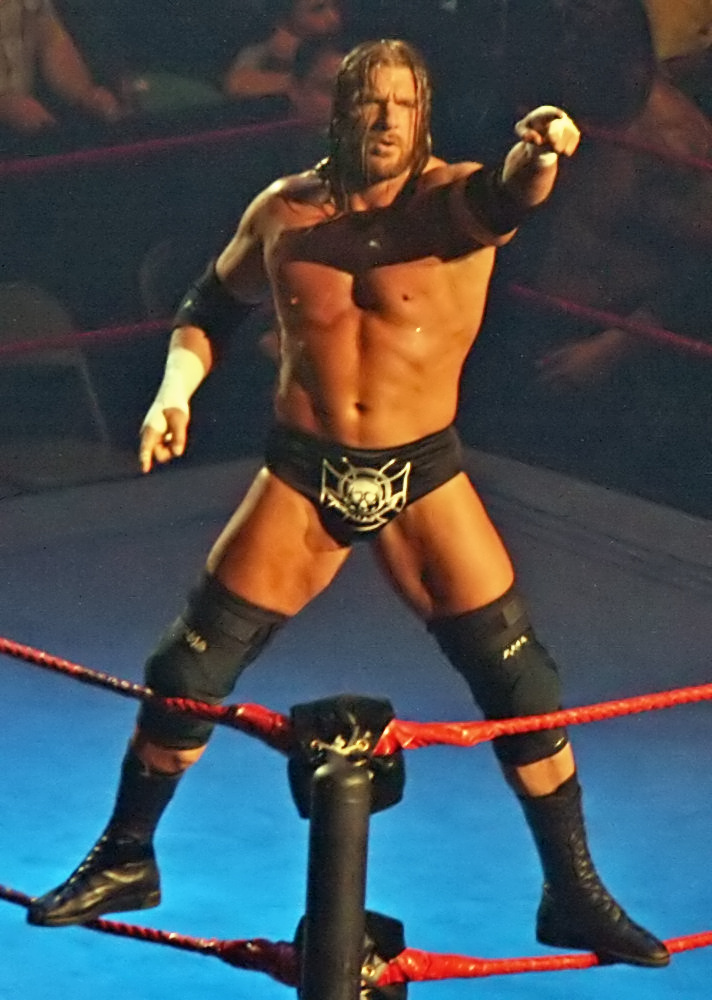
"Bedenker" Triple H bij een live-evenement op een Australische WWE-tournee in Melbourne, 2007

"Evolution" bestond - naast Flair en Triple H - ook uit de piepjonge Randy Orton en Batista. Die laatste is even oud als Triple H, maar had destijds nog alles te bewijzen. Orton kreeg Ric Flair toegewezen als mentor. Het ontstaan van "Evolution" zou de carrières van Orton en Batista lanceren. Het cultiverende "Evolution" debuteerde in de winter / het voorjaar van 2003 en viel uit elkaar in oktober 2005. Hun themamuziek "Line in the Sand" werd uitgevoerd door de Britse heavymetalband Motörhead, de formatie rond zanger en bassist Lemmy Kilmister, een persoonlijke vriend van Triple H.
"Evolution" begon op 3 februari 2003 als factie en ze traden op in het programma Monday Night Raw. Triple H kondigde aan dat ze voortaan de macht zouden grijpen. Reeds op 20 januari 2003 kwamen de vier leden samen toen ze Triple H assisteerden tijdens een van diens wedstrijden tegen Scott Steiner. Hun motto luidde: Either you adapt or perish. That's evolution (Of je past je aan, of je gaat eraan. Dat is evolutie). "Evolution" bereikte de top bij het evenement Armageddon in december 2003. Triple H won het WWE World Heavyweight Championship na een duel met Bill Goldberg en Kane, Orton legde beslag op het WWE Intercontinental Championship tegen Rob Van Dam, terwijl Flair en Batista het WWE World Tag Team Championship veroverden. Overige mijlpalen waren twee deelnames aan een Elimination Chamber match, in de zomer van 2003 (Orton en Triple H) en de winter van 2005 (Batista en Triple H). Bij de tweede wedstrijd was ook Randy Orton betrokken, hoewel Orton geen lid meer was (zie onder). Triple H won beide wedstrijden, die draaiden om het World Heavyweight Championship. Batista won eind januari 2005 de jaarlijkse Royal Rumble door John Cena als laatste te elimineren.

### (Begin van het) einde

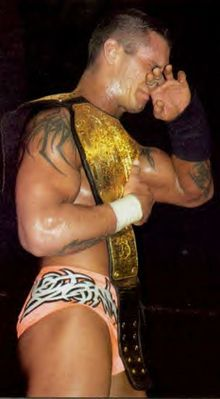
Randy Orton, vlak na het behalen van het WWE World Heavyweight Championship tegen Chris Benoit in augustus 2004

Randy Orton verliet destijds als eerste de groep, nadat hij in de zomer van 2004 werd verraden door Triple H. Orton werd feitelijk uit de groep gegooid. Volgens de verhaallijn was Triple H jaloers omdat Orton de jongste World Heavyweight Champion werd in de geschiedenis van de federatie, met een overwinning tegen Chris Benoit bij het evenement SummerSlam in augustus 2004. Een "vergeten klassieker" volgens waarnemers.
Batista keerde "Evolution" uiteindelijk eind februari 2005 definitief de rug toe. Volgens de verhaallijn van dat ogenblik diende Batista een contract te ondertekenen dat bekrachtigde dat hij met Triple H en Flair overstapte naar de vrijdagshow Friday Night SmackDown! (de WWE Draft). Batista nam het contract en leek te gaan tekenen, maar deed zijn duimen omlaag zoals Triple H destijds bij Orton deed. Daarop viel Batista zijn kompanen aan en verliet na twee jaar "Evolution". Triple H en Batista stonden onder meer tegenover elkaar bij het evenement WrestleMania 21 in Los Angeles. Triple H verloor van Batista. Batista versloeg zijn vroegere bondgenoot Triple H een paar maanden later in een Hell in a Cell match bij het evenement Vengeance, waarvan wordt aangenomen dat deze de beste wedstrijd tussen hun aller tijden is. Voorts was het de eerste nederlaag van Helmsley in de "Cell".
Ric Flair en Triple H bleven elkaar het langst trouw, maar gingen uiteindelijk hun eigen weg. Triple H en Flair werden destijds bondgenoten op 22 september 2002, bij het evenement Unforgiven, waar Triple H het World Heavyweight Championship kon behouden tegen Rob Van Dam nadat Flair Van Dam sloeg met een voorhamer. Triple H en Flair hadden nog een laatste duel bij het evenement Taboo Tuesday op 1 november 2005, een weliswaar bloederige Steel Cage match voor het WWE Intercontinental Championship - gewonnen door Flair -, waarna ze wederzijds respect uitten en als vrienden uit elkaar gingen.

### Reünies
"Evolution" keerde in april 2014 verrassend terug als het geheime strijdplan van Triple H tegen de immens populaire groep The Shield (Seth Rollins, Dean Ambrose en Roman Reigns).
De inmiddels gestopte Ric Flair was niet bij de terugkeer betrokken, aangezien Flair drie jaar eerder zijn carrière had beëindigd. "Evolution" verloor twee keer van "The Shield", bij het evenement Extreme Rules in mei 2014 en het evenement Payback in juni 2014. 
In oktober 2018 hield "Evolution" een eenmalige reünie ter ere van de 1000ste aflevering van Tuesday Night SmackDown! Live, mét Ric Flair. 
De reünie liep net niet uit de hand, maar Batista en Triple H raakten verwikkeld in een nieuwe vete.

## In worstelen

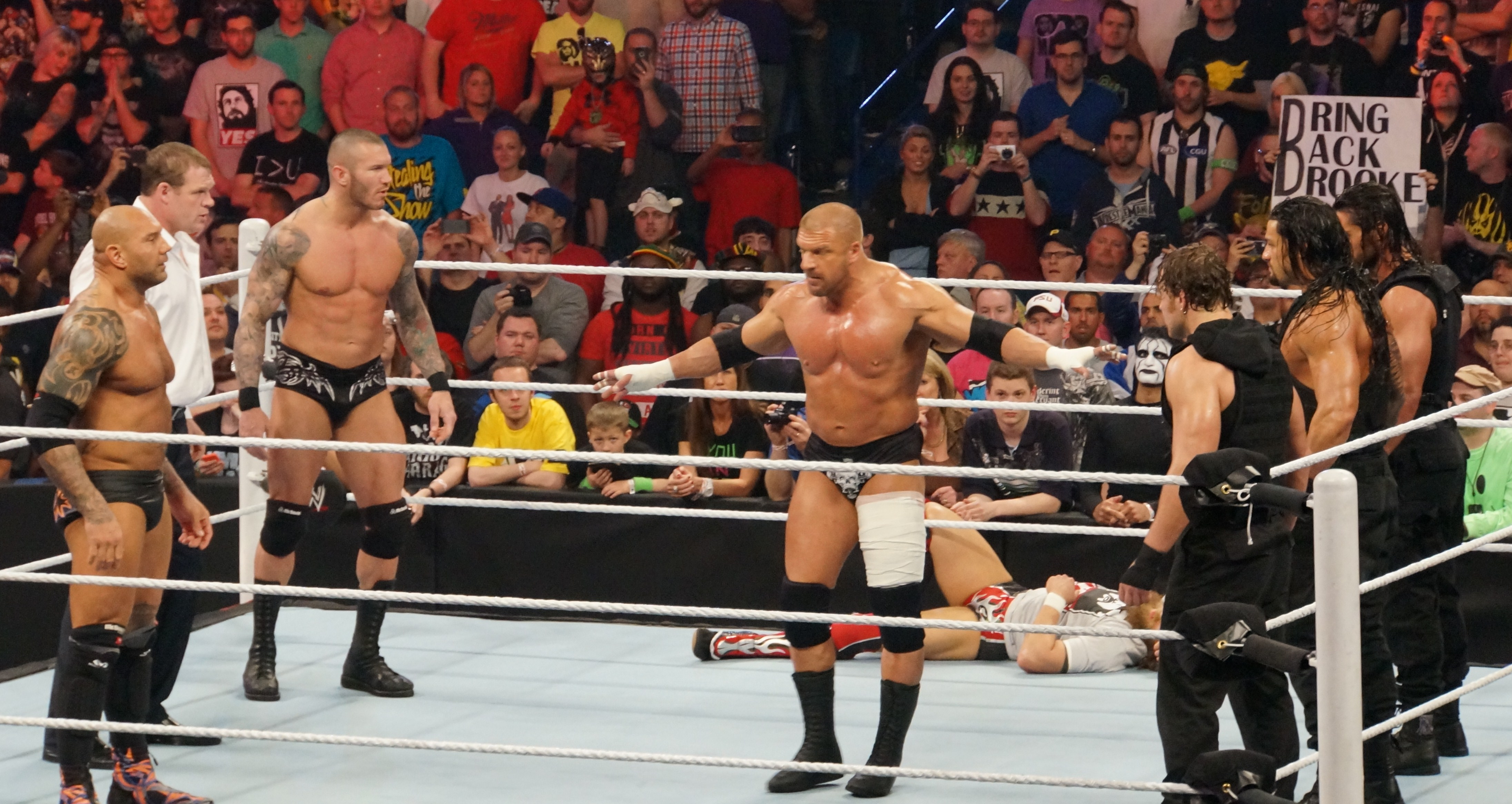
Triple H bedaart in de ring de gemoederen tussen zijn groep Evolution – Batista (vooraan, links), Orton (achter, links) en The Authority-lid Kane (centraal, links) – en de rivaliserende worstelgroep The Shield; op de achtergrond ligt Daniel Bryan tegen het canvas, april 2014

- Finishers
  - Pedigree - Triple H
  - Figure four leglock - Ric Flair
  - RKO - Randy Orton
  - Batista Bomb - Batista

## Prestaties
- World Wrestling Entertainment
  - WWE World Heavyweight Championship (6 keer) - Triple H (4x), Batista (1x) en Randy Orton (1x)
  - WWE World Tag Team Championship (2 keer) - Ric Flair en Batista
  - WWE Intercontinental Championship (2 keer) - Randy Orton (1x) en Ric Flair (1x)
  - Royal Rumble (2005) - Batista